# Benno z Míšně
Svatý Benno z Míšně (kolem 1010 v Hildesheimu – 16. června 1106 v Míšni) byl v letech 1066–1106 v pořadí 10. biskupem míšeňské diecéze. Proslul svou misijní činností mezi Slovany v oblasti Horní Lužice. K jeho kanonizaci došlo 31. května 1523. Svatý Benno je zobrazován jako biskup s klíčem a rybou.

## Život
Benno se narodil kolem roku 1010 v Hildesheimu v Dolním Sasku. Poprvé je v písemných pramenech zachycen jako kanovník v dolnosaském Goslaru. Roku 1028 se stal mnichem a roku 1040 byl vysvěcen na kněze. Podle pozdější legendy měl roku 1042 sloužit v kostele svatého Michaela archanděla v rodném Hildesheimu. Roku 1066, údajně ve věku 56 let, byl jmenován biskupem v Míšni.
Roku 1073 vypukla saská válka (1073–1075). Benno se sice zprvu zkoušel sporu neúčastnit, ale římský král Jindřich IV. (1050–1106) jej kvůli tomu obvinil z velezrady, protože mu po celou dobu neprojevil věrnost, a následně jej nechal uvěznit. Roku 1076 se král zaručil papeži Řehoři VII. (okolo 1020–1085), že Benna propustí pod podmínkou, že jej biskup podpoří v boji o investituru. Benno se prý po propuštění přiklonil na stranu papeže a saských knížat a roku 1077 se podílel na zvolení protikrále Rudolfa Švábského (asi 1025–1080). Po Rudolfově smrti v roce 1080 se přidal na stranu nového protikrále Heřmana Lucemburského (asi 1035–1088). Z tohoto důvodu byl roku 1085 Jindřichem IV. spolu s dalšími biskupy zbaven úřadu. Benno prosil u vzdoropapeže Klementa III. (okolo 1029–1100) o milost a ten jej roku 1088 vrátil zpět do úřadu míšeňského biskupa. Když Jindřich IV. vyhlásil roku 1103 zemský mír, Benno jej podporoval.
Během své biskupské služby se Benno soustředil na šíření křesťanské víry mezi Slovany, proto se mu také dostalo označení „apoštol Slovanů“. Naučil se slovanskému jazyku, zakládal nové kostely a také nová sídla, mezi nimi Bischofswerdu a Bischheim. Připisován je mu počátek vinařství v labském údolí v okolí Drážďan. Až do vysokého věku měl většinou pěšky cestovat po Via regia. Mnoho křesťanských poutníků z řad Slovanů naopak cestovalo za Bennem.
Benno zemřel mezi roky 1105 a 1107. Tradované datum úmrtí 16. června 1106 není podloženo dobovými prameny.

## Legenda
Informace, že byl Benno nelegitimním synem paní Derksen a saského hraběte Friedricha z Woldenburgu není potvrzena. Několik legendárních příběhů obsahuje světcův životopis Vita Bennonis z roku 1512 od Hieronyma Emsera (1478–1527). Připisovány jsou mu různé zázraky, například měl úderem své berly nechat vytrysknout pramen v údolí Svatodol ve chvíli, kdy byl nedostatek vody a shromáždění lidé čekající na křest omdlévali. Markrabě Jindřich I. z Eilenburgu (okolo 1070–1103), který jej urazil, měl do roka zemřít, jak mu Benno prorokoval. Když byl Benno roku 1085 sesazen z biskupského úřadu, vhodil prý klíč od míšeňské katedrály do řeky Labe. Když se vracel do úřadu, zastavil se v hostinci, kde mu připravovali rybu, v jejíž útrobách se klíč našel. Pravděpodobné jsou pověsti o Bennově misionářské činnosti, zakládání kostelů a podpoře církevních zpěvů.

## Hrob a ostatky
Bennovy ostatky byly uloženy v románské míšeňské katedrále a kolem roku 1270 vyzdviženy biskupem Withegem I. (před 1250–1293). Uloženy byly do nově vybudované kamenné schránky ve tvaru tumby, doplněné roku 1370 nebo 1390 o baldachýn a roku 1512 o dřevoryt. V letech 1523–1524 byla původní tumba nahrazena mramorovou, do které byly Bennovy ostatky uloženy po jeho svatořečení. Po přenesení ostatků byla tumba roku 1539 zničena.
Po zavedení reformace v Sasku roku 1539 přenesl biskup Jan VIII. († 1549) Bennovy ostatky na biskupský hrad Stolpen, poté je uložil v kostele Panny Marie ve Wurzenu. Poslední míšeňský biskup Jan IX. z Haugwitz (1524–1595) je nakonec spolu s potvrzením pravosti roku 1576 daroval vévodovi Albrechtovi V. (1528–1579) do Bavorska, kde také byly roku 1580 v mnichovském Frauenkirche pohřbeny.
Místo, kde stála tumba, je od roku 2017 označenou prostou pískovcovou deskou umístěnou uprostřed katedrály, která nese prostý nápis „BENNO +“ a na jiném místě je na podlaze světec vyobrazen.

## Úcta
Uctívání biskupa Benna je doloženo od poloviny 13. století. Historické prameny vyprávějí o velkých zástupech lidí, které putovaly po Svaté cestě k Bennově hrobu v očekávání zázraků a uzdravení. Roku 1366 kanovník Konrad Preuß zavedl slavnost na Bennovu památku a usiloval o jeho svatořečení. Proces vedoucí k Bennově svatořečení začala roku 1498 míšeňská kapitula spolu se saským vévodou Jiřím Vousatým (1471–1539). Benno byl kanonizován papežem Hadriánem VI. (1459–1523) dne 31. května 1523, což vyvolalo prudkou polemiku mezi Martinem Lutherem (1483–1546) a představiteli katolické církve. Luther v tom viděl pokus, jak zabránit šíření reformace v Sasku, a napsal polemiku Wider den Abgott und Teufel, der zu Meißen soll erhoben werden (česky Proti modle a ďáblu, který má být v Míšni povýšen).
Benno je uctíván jako patron města Mnichova a drážďansko-míšeňské diecéze. Mimo to je ochráncem rybářů a soukeníků. Jeho atributy jsou klíč, ryba a biskupský oděv s insigniemi. Římskokatolická církev slaví jeho svátek 16. června jako nezávaznou památku. Svátek slaví drážďansko-míšeňská diecéze, mnichovsko-freisingská arcidiecéze a město Freising.

## Kostely zasvěcené svatému Bennovi
Německo

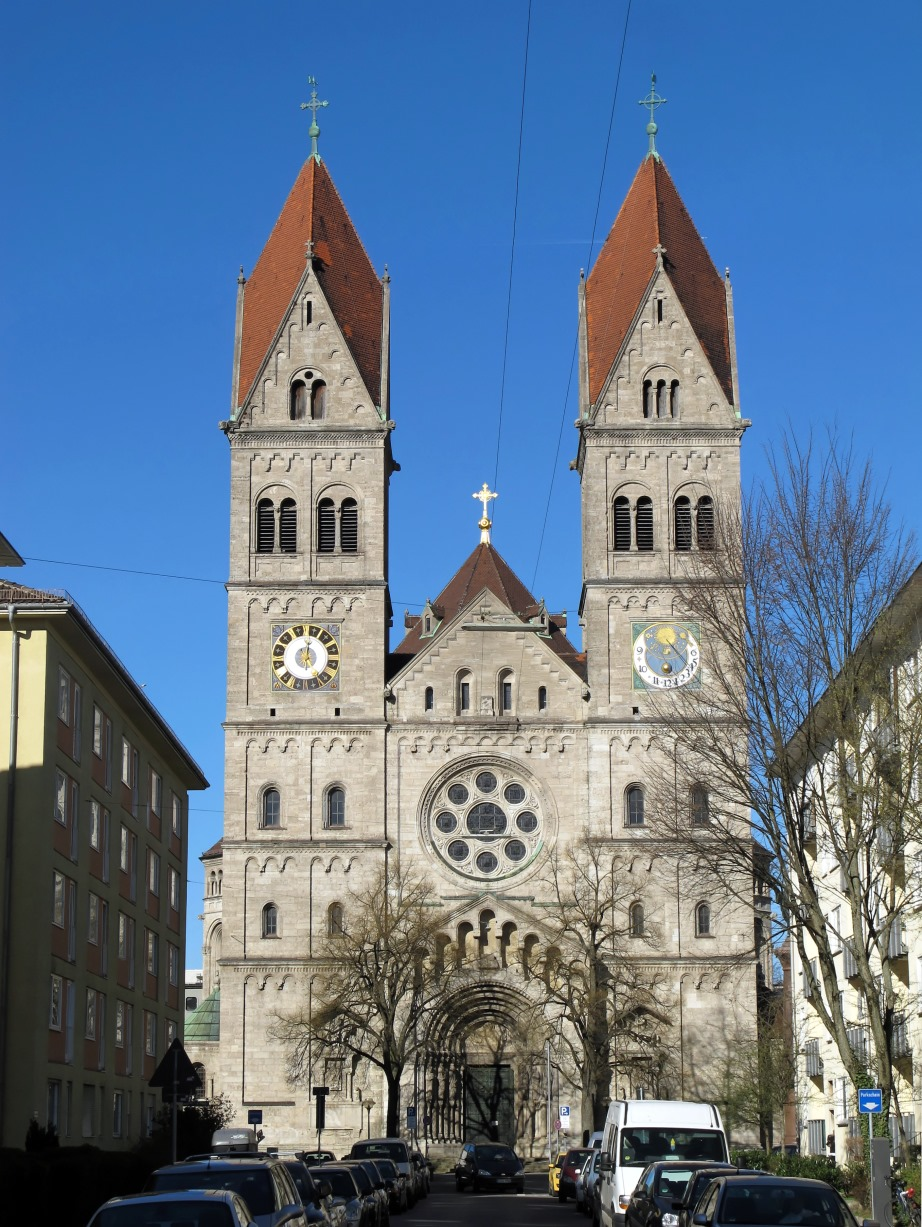
Kostel svatého Benna v Mnichově

- kostel svatého Benna v Bad Lauterbergu im Harz (1963)
- kostel svatého Benna v Bischofswerdě (1924)
- kostel svatého Benna v Dortmundu (1971)
- kostel svatého Benna v Geithainu (1887
- kostel svatého Benna v Goslaru (1965)
- kostel svatého Benna v Hannoveru (1902)
- kostel svatého Benna v Herzogenrath-Hofstadtu (1925)
- kostel svatého Benna v Míšni (1887)
- kostel svatého Benna v Mnichově (1895)
- kostel svatého Benna v Ostru (1772)
- kostel svatého Benna v Sprembergu (1887)

Polsko
- kostel svatého Benna ve Varšavě (1636)

Rakousko
- starý farní kostel svatého Benna v Lenzingu (místní část Saalfeldenu am Steinernen Meer)

Španělsko
- Ermita de San Benón in Villarroya de los Pinares in der Provinz Teruel

## Památky a instituce
- Bennův sloup v Mnichově
- Gymnázium svatého Benna v Drážďanech
- St. Benno Verlag, nakladatelství v Lipsku